# Franz Keller (Baumeister)
Franz Keller (* 1682 in Dürrwangen; † 23. Dezember 1724) war ein Baumeister des Deutschen Ordens in Franken´zur Zeit des Barock, ebenso wie sein jüngerer Bruder Johann Michael Keller der Ältere (1687–1735).
Franz Keller war tätig an den Schlossbauten in Horneck und Mergentheim (Umbaupläne für das Schloss). 1715 wirkte er beim Bau des Deutschordenshauses in Nördlingen mit, 1716 beim Bau des Schlosses Stopfenheim und von 1713 bis 1719 bei der Barockisierung des Liebfrauenmünsters in Wolframs-Eschenbach. 1720 leitete er nach eigenen Plänen den Umbau der mächtigen Residenz in Ellingen sowie von mehreren Wohnhäusern in Ellingen. Von 1720 bis 1724 arbeitete Franz Keller an der Wiederherstellung des Schlosses in Ellwangen (Treppenhaus, Thronsaal und Speisesaal). Zur gleichen Zeit erfolgte nach seinen Plänen auch die Erbauung von Schloss Absberg und des Neuen Deutschen Hauses in Regensburg am Ägidienplatz. 1721 war Franz Keller für die Barockisierung des Deutschordensmünsters in Heilbronn zuständig.